# Veni vidi vici (film)
Pour les articles homonymes, voir Veni, vidi, vici (homonymie).
Pour plus de détails, voir Fiche technique et Distribution.
Veni vidi vici (typographié  Veni Vidi Vici) est un film de comédie autrichien réalisé par Daniel Hoesl et Julia Niemann et dont la sortie est prévue en 2024.
Cette satire sociale se concentre sur une famille riche qui peut mener une vie sans conséquences. Les rôles principaux sont joués par Laurence Rupp et Ursina Lardi.
Veni vidi vici a reçu une invitation à concourir pour le Grand Prix du meilleur long métrage étranger au Festival du film de Sundance 2024.

## Synopsis
Les milliardaires Amon et Viktoria Maynard mènent une vie presque parfaite avec leurs enfants. L'immense richesse de la famille lui permet de vivre une vie totalement libre de conséquences. Amon est passionné de chasse, mais ne tire pas sur les animaux. Les Maynard ne sont pas tenus responsables de leurs actes de violence, bien que des contre-déclarations, des preuves journalistiques et des lois existent.

## Fiche technique
- Titre original : Veni vidi vici (typographié  Veni Vidi Vici)
- Réalisation : Daniel Hoesl, Julia Niemann
- Scénario : Daniel Hoesl
- Photographie : Gerald Kerkletz
- Montage : Gerhard Daurer
- Musique :
- Costumes : Marcus Karkhof
- Production : Ulrich Seidl
- Pays de production : Autriche
- Langue originale : allemand
- Format : couleur
- Genre : comédie
- Durée : 86 minutes
- Dates de sortie :
  - États-Unis : 18 janvier 2024 (Festival du film de Sundance)
  - France : 18 septembre 2024

## Distribution
- Laurence Rupp : Amon Maynard
- Ursina Lardi : Viktoria Maynard
- Markus Schleinzer : Alfred
- Olivia Goschler :
- Alexander Stecher : Magistrate Gnas
- Dominik Warta : Volter
- Johanna Orsini-Rosenberg : Claudia

## Production
Veni vidi vici (titre provisoire original : Vikinger) est le quatrième long métrage du cinéaste autrichien Daniel Hoesl, dont il a également écrit le scénario. Ulrich Seidl est apparu comme producteur. Laurence Rupp et Ursina Lardi incarnent des milliardaires.
Veni vidi vici connait sa première le 18 janvier 2024 dans le cadre du Sundance Film Festival où il est sélectionné dans le concours principal.
La sortie en salles en Autriche est assurée par Stadtkino.

## Récompenses et distinctions
- (en) Veni Vidi Vici: Awards, sur l'Internet Movie Database